# Alan Crosland Jr.
Alan Crosland Jr. (parfois crédité Alan Crosland) est un monteur et réalisateur américain, né le 19 juillet 1918 à New York (État de New York), mort le 18 décembre 2001 à Palm Desert (Californie).

## Biographie
Fils du réalisateur Alan Crosland (1894-1936), il débute enfant au cinéma dans un film muet de son père, Three Weeks, sorti en 1924 (unique contribution comme acteur, aux côtés d'Aileen Pringle).
Adulte, il collabore comme monteur à vingt-cinq films américains, les quatre premiers sortis en 1944, le dernier étant Le Grand Chantage d'Alexander Mackendrick (avec Burt Lancaster et Tony Curtis), sorti en 1957. Dans l'intervalle, citons Jalousie d'Irving Rapper (1946, avec Bette Davis et Paul Henreid), La Femme aux chimères de Michael Curtiz (1950, avec Kirk Douglas et Lauren Bacall), le western Bronco Apache de Robert Aldrich (1954, avec Burt Lancaster et Jean Peters), ou encore Marty de Delbert Mann (1955, avec Ernest Borgnine et Betsy Blair). Il est également monteur sur une série télévisée (1955-1957).
Comme réalisateur, Alan Crosland Jr. travaille surtout pour la télévision, sur cinquante-quatre séries à partir de 1956. On peut citer Northwest Passage. La dernière est Super Jaimie (avec Lindsay Wagner dans le rôle-titre), dont il réalise dix épisodes, diffusés en 1976 et 1977. Entretemps, mentionnons Peter Gunn (dix-neuf épisodes, 1960-1961, avec Craig Stevens dans le rôle-titre), La Quatrième Dimension (quatre épisodes, 1963) et la série-western Les Mystères de l'Ouest (onze épisodes, 1965-1968, avec Robert Conrad et Ross Martin).
Quasiment retiré après Super Jaimie, il revient néanmoins une ultime fois au petit écran, comme premier assistant réalisateur, sur six épisodes de la série Automan, diffusés en 1983 et 1984.
Au cinéma, il est réalisateur de seconde équipe (en plus de monteur) sur le western Le Souffle sauvage d'Hugo Fregonese (1953, avec Gary Cooper et Barbara Stanwyck). Il est aussi réalisateur à part entière du western La Piste Natchez (avec Zachary Scott et William Campbell), sorti en 1960.

## Filmographie partielle

### Comme monteur
(films)
- 1944 : The Shinning Future de LeRoy Prinz (court métrage)
- 1944 : The Very Thought of You de Delmer Daves
- 1945 : Pillow to Post de Vincent Sherman
- 1946 : Jalousie (Deception) d'Irving Rapper
- 1947 : L'Infidèle (The Unfaithful) de Vincent Sherman
- 1948 : La Rivière d'argent (Siver River) de Raoul Walsh
- 1948 : Les Aventures de Don Juan (Adventures of Don Juan) de Vincent Sherman
- 1949 : Horizons en flammes (Task Force) de Delmer Daves
- 1950 : La Femme aux chimères (Young Man with a Horn) de Michael Curtiz
- 1950 : La Flèche et le Flambeau (The Flame and the Arrow) de Jacques Tourneur
- 1950 : Trafic en haute mer (The Breaking Point) de Michael Curtiz
- 1951 : Feu sur le gang (Come Fill the Cup) de Gordon Douglas
- 1951 : Opération dans le Pacifique (Operation Pacific) de George Waggner
- 1951 : Les Amants du crime (Tomorrow Is Another Day) de Felix E. Feist
- 1952 : La Maîtresse de fer (The Iron Mistress) de Gordon Douglas
- 1952 : The Winning Team de Lewis Seiler
- 1952 : Cette sacrée famille (Room for One More) de Norman Taurog
- 1952 : Le Chanteur de jazz (The Jazz Singer) de Michael Curtiz
- 1953 : Le Souffle sauvage (Blowing Wild) d'Hugo Fregonese
- 1954 : Vera Cruz de Robert Aldrich
- 1954 : Bronco Apache (Apache) de Robert Aldrich
- 1955 : Marty de Delbert Mann
- 1957 : Le Grand Chantage (Sweet Smell of Success) d'Alexander Mackendrick

### Comme réalisateur
(séries, sauf mention contraire)
- 1953 : Le Souffle sauvage (Blowing Wild) d'Hugo Fregonese (film ; seconde équipe)
- 1958 : Cheyenne
  - Saison 3, épisode 11 Renegades et épisode 12 The Empty Gun
- 1958 : Maverick
  - Saison 1, épisode 21 Trail West to Fury
- 1959-1960 : Bat Masterson
  - Saisons 1 à 3, 22 épisodes
- 1960 : Bonne chance M. Lucky (Mr. Lucky)
  - Saison 1, épisode 14 The Leadville Kid Gang et épisode 20 The Gladiators
- 1960 : La Piste Natchez (en) (Natchez Trace) (film)
- 1960-1961 : Peter Gunn
  - Saisons 2 et 3, 19 épisodes
- 1960-1962 : Alfred Hitchcock présente (Alfred Hitchcock Presents)
  - Saisons 5, 6 et 7, 16 épisodes
- 1961 : Gunsmoke ou Police des plaines (Gunsmoke ou Marshal Dillon)
  - Saison 6, épisode 23 About Chester
- 1961 : Échec et mat (Checkmate)
  - Saison 2, épisode 8 The Crimson Pool et épisode 10 Nice Guys Finish Last
- 1962-1963 : Suspicion (The Alfred Hitchcock Hour)
  - Saison 1, épisode 3 Night of the Owl (1962), épisode 8 House Guest (1962) et épisode 28 Last Seen Wearing Blue Jeans (1963)
- 1963 : La Quatrième Dimension (The Twilight Zone)
  - Saison 4, épisode 11 Le Parallèle (The Parallel)
  - Saison 5, épisode 7 Le Vieil Homme dans la caverne (The Old Man in the Cave), épisode 10 Les Fantômes du septième de cavalerie (The 7th Is Made Up of Phantoms) et épisode 13 Retour en force (Ring-a-Ding Girl)
- 1963-1966 : Le Virginien (The Virginian)
  - Saison 1, épisode 23 The Money Cage (1963)
  - Saison 3, épisode 8 A Father for Toby (1964)
  - Saison 5, épisode 7 The Outcast (1966)

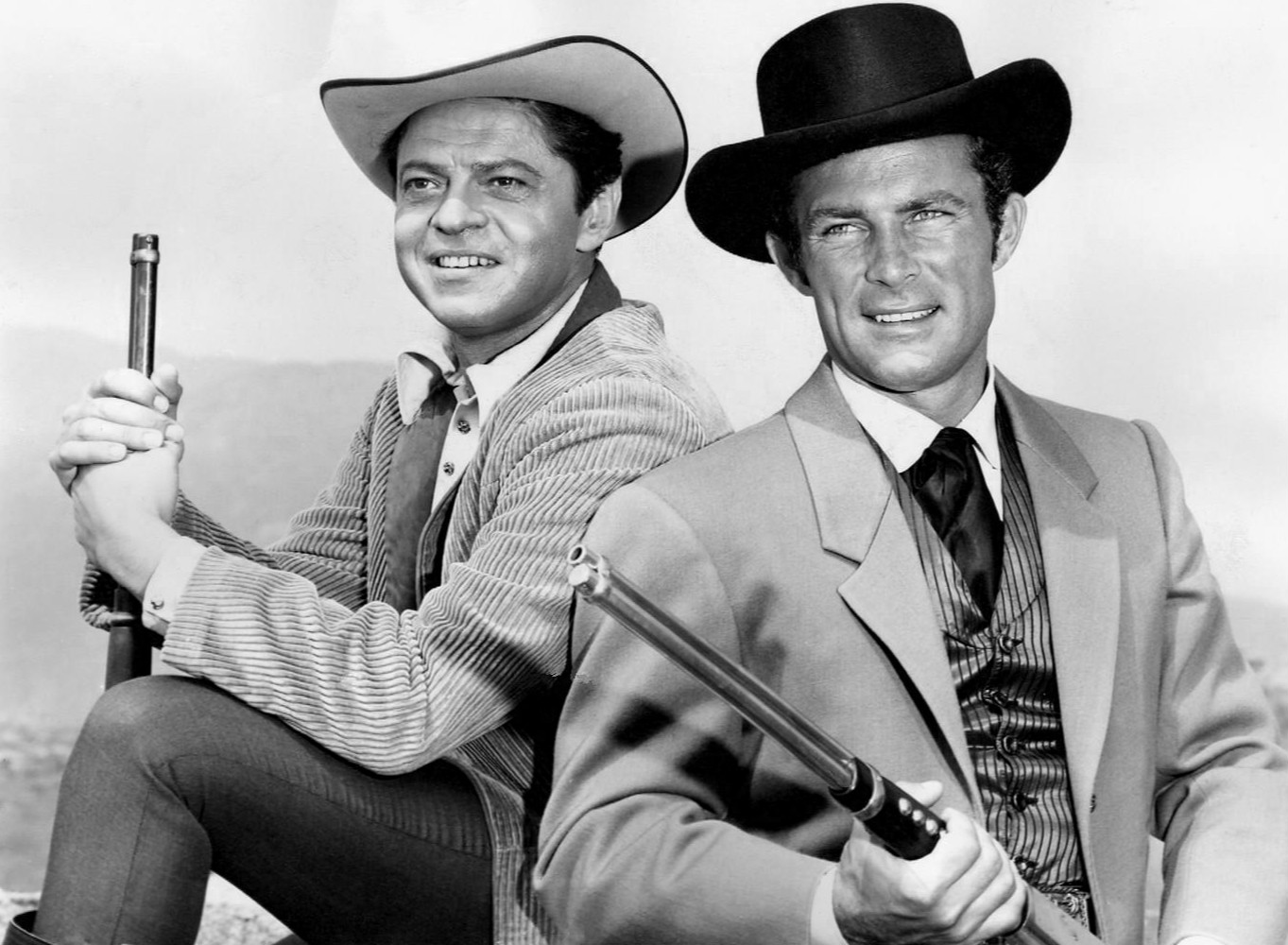
Ross Martin et Robert Conrad, dans Les Mystères de l'Ouest (1965, photo promotionnelle)

- 1964 : Au-delà du réel (The Outer Limits)
  - Saison 1, épisode 15 Opération survie (The Mice) et épisode 25 Le Mutant (The Mutant)
- 1964 : Voyage au fond des mers (Voyage to the Bottom of the Sea)
  - Saison 1, épisode 7 Compte à rebours (Turn Back the Clock)
- 1965 : L'Île aux naufragés (Gilligan's Island)
  - Saison 1, épisode 15 Désolé, c'est mon île maintenant (So Sorry, My Island Now)
- 1965 : Rawhide
  - Saison 8, épisode 5 Escort to Doom
- 1965-1968 : Les Mystères de l'Ouest (The Wild Wild West)
  - Saisons 1, 2 et 3, 11 épisodes
- 1966 : Bonanza
  - Saison 8, épisode 8 Four Sisters from Boston
- 1967 : Le Cheval de fer (Iron Horse)
  - Saison 1, épisode 17 Welcome for the General
- 1967 : Hondo
  - Saison unique, épisode 14 Hondo and the Hanging Town
- 1968 : Commando Garrison (Garrison's Gorillas)
  - Saison unique, épisode 21 Ride of Terror
- 1976 : Le Nouvel Homme invisible (Gemini Man)
  - Saison unique, épisode 9 Le Combat du siècle (Eight-Nine-Ten, You're Dead)
- 1976-1977 : Super Jaimie (The Bionic Woman)
  - Saison 1 et 2, 10 épisodes